# Het uur nul (Bracke)
Het uur nul is een boek geschreven door Dirk Bracke, en voor het eerst gepubliceerd in 1996. Aids en verliefdheid spelen de hoofdrol in dit boek.
Het boek heeft diverse prijzen gewonnen zoals de prijs stad Beringen en de prijs van de Kinder- en Jeugdjury Vlaanderen 1998 voor 14 tot 16-jarigen.

## Inhoud
Ben is een onbezorgde puber die vaak rondhangt met zijn vrienden. Soms durft hij eens een jointje te roken. Hij wordt verliefd op de veertienjarige Diana. Met zijn vrienden gaat hij steeds minder en minder op stap. Ze voelen zich in de steek gelaten door hem. Dit is echter niet de grootste zorg van Ben.
Wanneer hij last krijgt van hoesten en zich meer vermoeid voelt dan vroeger gaat hij naar de dokter. Wat hij echter niet had verwacht was dat de dokter zou zeggen dat hij besmet is met het hiv. Zijn leven stort in. Aids is toch iets wat een ander overkomt. Iets wat je in de blaadjes leest, vindt hij. Omdat hij bezorgd is om de gezondheid van Diana wil hij hun relatie beëindigen. Hij durft het aan niemand vertellen. Uiteindelijk vertelt hij het aan zijn ouders. Hij krijgt steun van zijn moeder maar zijn vader laat hem stikken. Hij is ervan overtuigd dat aids een homoziekte is en dat zijn zoon een homo is en daar heeft zijn vader het moeilijk mee. Zijn gezondheid gaat steeds meer achteruit. Zou hij het overleven?